# Ortografia limbii române

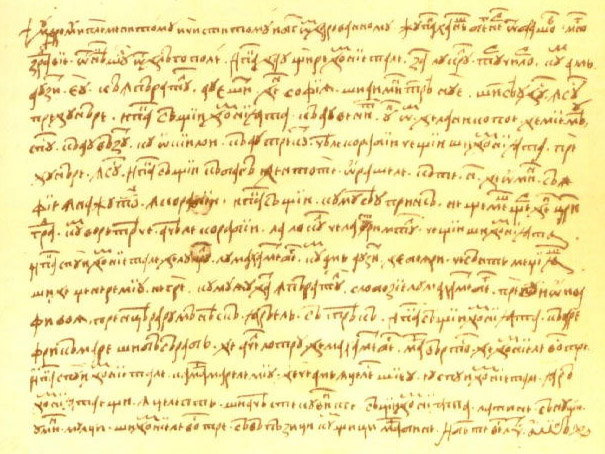
Scrisoarea lui Neacșu de la Câmpulung, 1521

Ortografia limbii române este ansamblul de reguli care stabilesc scrierea corectă a limbii române. De la primul text scris în limba română care s-a păstrat (Scrisoarea lui Neacșu din Câmpulung, 1521) până în zilele de astăzi, normele ortografice au trecut prin nenumărate etape.

## Istoric
Există ipoteze „originale” că limba română ar fi fost scrisă în istoria sa cu răbojuri (cu crestături, nu cu litere!) sau cu vechi „rune” (găsite la Basarabi - Murfatlar, dar nu în limba română), cu alfabetul latin, cu alfabetul grec cu alfabetul glagolitic și cu alfabetul chirilic, ambele paleo-slave, cu alfabetul de tranziție sau mixt, și în final  din nou cu alfabetul latin.
În mod cert, documentele păstrate folosesc (după criterii confesionale) fie alfabetul chirilic de proveniență medio-bulgară, fie alfabetul latin, cu ortografii eclectice inspirate după modele ortografice maghiare, poloneze, etc. Scrierea româno-chirilică era utilizată până la începutul secolului al XIX-lea exclusiv de către românii ortodocși, iar cea româno-latină după modele străine numai de către românii catolici sau reformați, cu unele excepții (de exemplu Luca Stroici sau Dimitrie Cantemir - în scrierile acestora destinate exclusiv cititorilor străini). Dialectul sud-dunărean aromân sau macedo-vlah a fost scris până la începutul secolului al XIX-lea numai cu alfabetul grecesc.  
Despre epoca și formele adoptării alfabetului chirilic în scrierea limbii române au existat multe ipoteze contradictorii.
Se presupune că limba slavonă și scrierea chirilică au înlocuit limba latină și alfabetul latin în biserica românilor prin secolul al X-lea, consolidându-se în secolele următoare, ca urmare a impunerii acestora de către Imperiul Bulgar și ca reacție la propaganda catolică.
Totuși, Dimitrie Cantemir, în Descriptio Moldaviae (1716), afirma că se scrisese cu litere latine până la Conciliul de la Florența (1439), așadar, încă mai mult de 400 de ani după schisma de la 1054. Domnul Alexandru cel Bun , sfătuit de mitropolitul său, ar fi poruncit arderea cărților și textelor scrise până atunci cu litere latine, introducând, în loc, alfabetul chirilic și limba slavă, pentru a împiedica răspândirea catolicismului în țară. Mihail Kogălniceanu a reluat aceeași teză la 1838, în revista Alăuta Românească.
De remarcat faptul că mitropolitul Damian, întâistătător al Mitropoliei Moldovei, între 1437-1447, a participat, împreună cu vicarul său, protopopul Constantin, la Conciliul de la Ferarra-Florența, ale cărui decizii le-a semnat, devenind primul ierarh din Țările Române care s-a unit cu Biserica Romei. Urmașul său în scaunul mitropolitan, Ioachim, a fost de asemenea unit, însă a fost alungat din Moldova de adversarii împăcării cu Biserica Romei, din gruparea aflată în jurul viitorului mitropolit Teoctist, care apoi i-a luat locul. Schimbarea de direcție s-a produs în anul 1453, după căderea Constantinopolului.
Concluzia lui Cantemir a fost influențată probabil de monedele moldovenesti din vremea lui Alexandru cel Bun, ale căror inscripții utilizau alfabetul latin.
În a doua jumătate a secolului al XIX-lea, învățați ca Timotei Cipariu, episcopul Melchisedec, Bogdan Petriceicu Hașdeu, Dimitrie Onciul și alții au afirmat că limba slavă a fost introdusă în țările române înainte de Conciliul de la Florența, respectiv în secolele al X-lea - al XII-lea, după creștinarea bulgarilor, aducând în acest sens argumente și izvoare de ordin filologic și istoric.

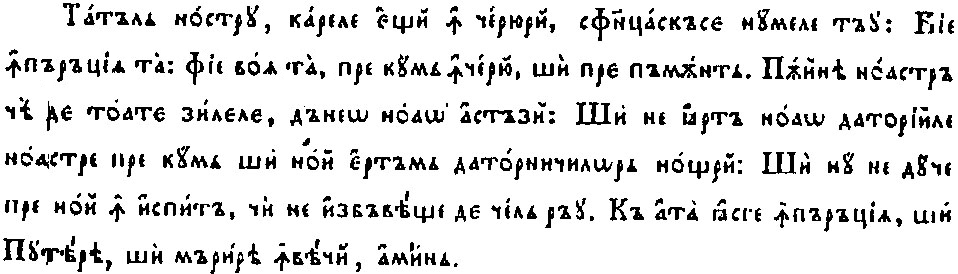
Rugăciunea Tatăl nostru în alfabetul chirilic, datând din jurul anului 1850. Transliterare: „Tatăl nostru, carele ’ești în ceriuri, sfințascăse numele tău: Vie înpărățiia ta: Fie voia ta, pre cum în ceriu, și pre pământ. Pâinea noastră cea de toate zilele, dăneo noao astăzi: Și ne iartă noao datoriile noastre pre cum și noi ’ertăm datornicilor noștri: Și nu ne duce pre noi în ispită, ci ne izbăveaște de cel rău. Că a ta iaste înpărățiia, și Putearea, și mărirea în veaci, amin.”

Așadar, începând cu secolele X-XV, cărțile bisericești răspândite la români erau scrise în limba veche slavă vorbită în jurul Salonicului, limba întemeietorilor culturii slave Chiril și Metodiu, iar grafia chirilică nu s-a schimbat aproape deloc în decursul secolelor. Unii cred că ortografia slavonă urmează regulile stabilite la reforma patriarhului Târnovei, Eftimie, un cărturar de seamă din secolul al XIV-lea.
Primele documente românești, care au ajuns până la noi, erau toate scrise cu ajutorul alfabetului chirilic, datorită influențelor limbii slavone (limba slavă bisericească), care era folosită ca limbă de cult și de cancelarie în spațiul balcanic în secolele XI - XVII. Excepție fac tipăriturile și manuscrisele reformate sau catolice scrise în limba română cu alfabetul latin și cu modele ortografice maghiare, în Transilvania și în Banat, între anii 1570 și 1820.
La sfârșitul secolului al XVIII-lea, învățații Școlii Ardelene, având în vedere și prețuind originea latină a limbii române, au început implementarea alfabetului latin în scrierea limbii române, urmând un model național românesc, bazat pe corespondențele fonetice dintre limba latină și limba română. Folosirea alfabetului chirilic se încheie prin anii 1860-1862, care marchează începutul reglementării oficiale a limbii române.
În timpul domniei lui Alexandru Ioan Cuza, în scrierea limbii române a fost reintrodus alfabetul latin în locul celui chirilic, după o perioadă de tranziție de aproape 30 de ani.
Utilizarea alfabetului latin în scrierea limbii române, propusă de Școala Ardeleană în anii 1779-1780, a devenit oficială pentru autoritățile civile din România și din Imperiul Austriei între anii 1860 și 1862, fiind acceptată de Biserica Ortodoxă Română abia în anul 1881. Trebuie să remarcăm că alfabetul chirilic românesc a fost adaptat încă din secolul al XV-lea pentru redarea sunetelor limbii române, în ciuda numărului său mult prea mare de slove omofone și în parte cu totul inutile, în timp ce alfabetul grecesc pentru dialectul aromân și cel latin pentru dialectul dacoromân s-au adaptat cu mult mai greu pentru notarea sunetelor specifice românești. Este necesar să reamintim pentru valoarea lor anticipativă cel două texte scrise în limba română cu grafie latină, de la sfârșitul secolului al XVI-lea: Carte de cântece (1571-1575?) în Transilvania și Tatăl nostru, scris de boierul moldovean Luca Stroici și tipărit în Polonia în 1593.

### Înainte de 1780
La sfârșitul secolului al XVI-lea diaconul Coresi face primele încercări de standardizare a ortografiei. Prin cărțile pe care le-a tradus și tipărit în românește (Întrebarea creștinească în 1560, Liturghierul în 1570 etc.) el pune bazele unei limbi române literare și liturgice unitare.
Dimitrie Eustatievici din Brașov este autorul celei mai vechi lucrări dedicate gramaticii limbii române care s-a păstrat (1757), în care se enunță o serie de reguli ortografice pentru limba română scrisă cu alfabetul chirilic.

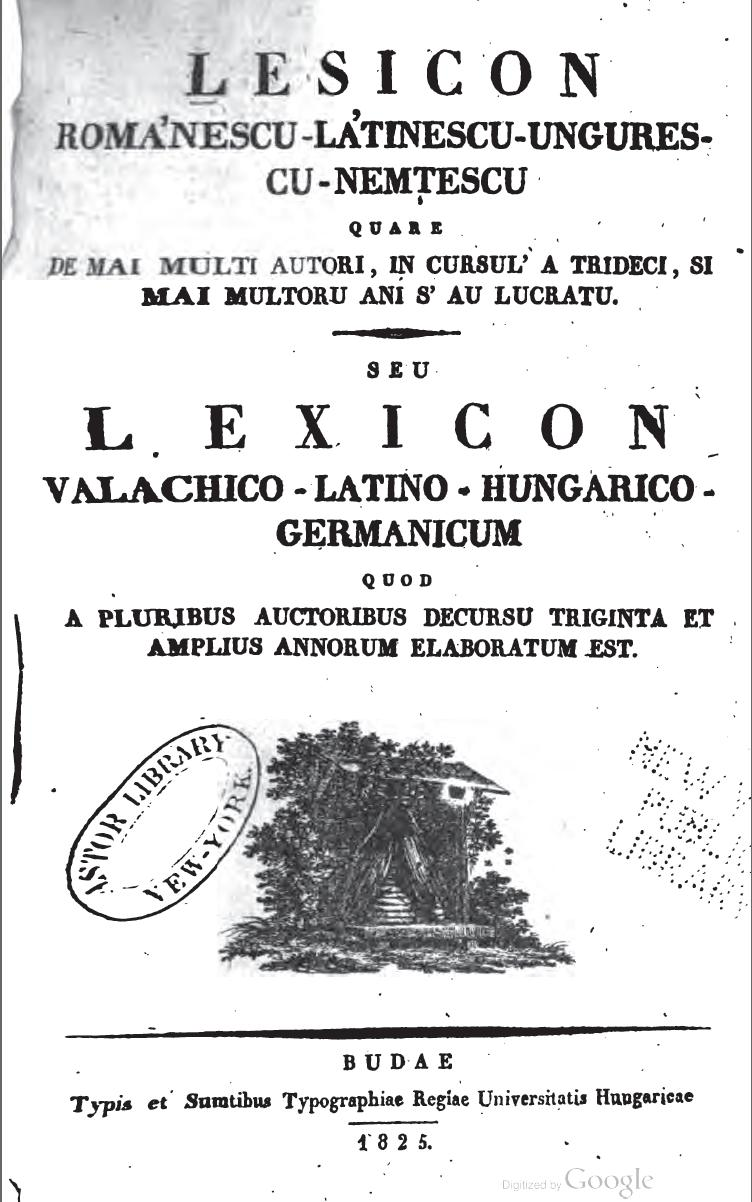
Lexiconul de la Buda, 1825 (pagină de titlu)

### Școala Ardeleană
Începând cu a doua jumătate a secolului al XVIII-lea, preocuparea pentru ortografia limbii române s-a intensificat odată cu lupta dusă de Școala Ardeleană pentru demonstrarea latinității poporului și limbii române. La această luptă au contribuit printre alții Gheorghe Șincai, Petru Maior și Samuil Micu. Acesta din urmă a propus primele reguli ortografice pentru scrierea cu alfabetul latin în Carte de rogacioni pentru evlavia homului chrestian (Viena, 1779), prima tipăritură în limba română scrisă cu alfabet latin.
În 1819, Petru Maior a publicat Ortographia Romana sive latino-valachica una cum clavi qua penetralia originationis vocum reserantur, cu anexa Dialog pentru începutul limbii române întră nepot și unchiu, reeditate în 1825 în Lesicon românesc-latinesc-unguresc-nemțesc..., primul lexicon cvadrilingv al limbii române, cunoscut și sub numele de Lexiconul de la Buda, operă monumentală la redactarea și revizuirea căreia a lucrat și Petru Maior.

### Ion Heliade Rădulescu
În prima jumătate a secolului al XIX-lea, Ion Heliade Rădulescu publică o lucrare despre gramatica limbii române (1828) în care propune simplificarea alfabetului chirilic prin alcătuirea unui alfabet mixt. În același timp el susține principiul fonetic în scrierea limbii române.

### Alfabetul mixt

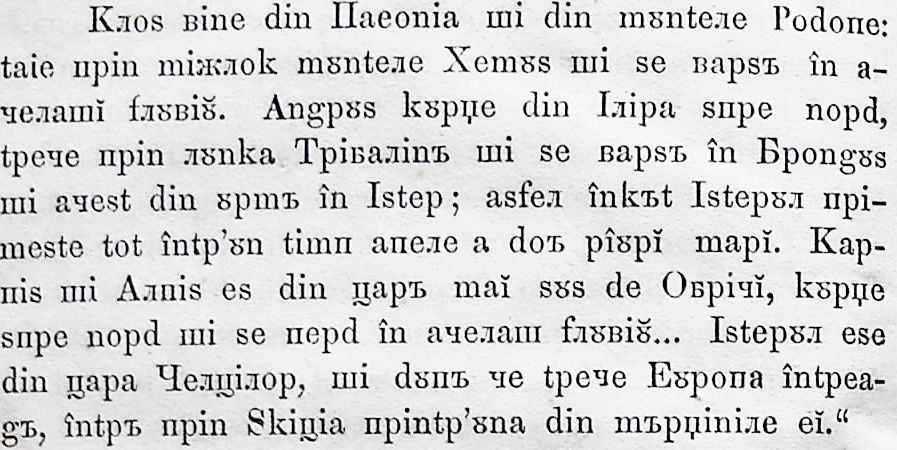
Fragment din Călătorii pe Dunăre și în Bulgaria, de Dimitrie Bolintineanu, tipărită în 1858 cu alfabetul de tranziție, mixt, cu caractere chirilice și latinești.

Transliterarea textului alăturat, Călătorii..., scris de Dimitrie Bolintineanu:
Klos vine din Paeonia și din muntele Rodope: taie prin mijloc muntele Hemus și se varsă în acelașĭ fluviŭ. Angrus curge din Ilira spre nord, trece prin lunca Tribalină și se varsă în Brongus și acest din urmă în Ister; asfel [sic] încăt [sic] Isterul primește tot într’un timp apele a doă [sic] rîurĭ marĭ. Karpis și Alpis es [= ies] din țară maĭ sus de Obricĭ, curge spre nord și se perd [sic] în acelaș [sic] fluviŭ... Isterul ese [= iese] din țara Celților, și după ce trece Europa întreagă, întră [sic] prin Skiția printr’una din mărginile eĭ.
Observații:
- i semivocalic notat cu ĭ
- încăt, cu ă
- elidarea prin apostrof (menținută până la reforma din anii 1950)
- nediftongarea verbelor a pierde, a ieși
- întră, a întra - formă păstrată dialectal îndeosebi în Transilvania

### Alfabetul latin
În 1860 și 1862 se adoptă în mod oficial alfabetul latin, dar, contrar propunerii lui Ion Heliade Rădulescu, a fost preferat principiul etimologic pentru scrierea limbii române. Una dintre lucrările importante din această perioadă a fost Dicționarul limbii române scris între 1871 și 1876 de August Treboniu Laurian și Ion C. Massim, într-o ortografie latinizantă. Lucrarea a fost criticată de Ovid Densusianu în Istoria limbii române (1901) pentru încercarea de epurare a vocabularului de toate elementele nelatine, proces în care autorii au făcut și greșeli cauzate de necunoașterea etimologiei unor cuvinte.
Iată una din definițiile acestui dicționar — cuvântul băiețel — în grafia originară:
„BAIATELLU, s. m., deminutivu d’in baiatu, 1. in intellessu propriu: are unu baiatellu formosu ca unu angerellu; — 2. in intellessu metaforicu, cu espressione de desmerdare, in locu de amatu: de candu te ai dussu, baiatelle, n'amu mai pusu la gutu margelle.”

### Lupta dintre etimologism și fonetism
În anii care au urmat s-a dus o intensă luptă de argumente între intelectualii care susțineau principiul fonetic (printre care Aron Pumnul) și cei care considerau că scrierea oficială, etimologică, este cea mai potrivită pentru limba română (reprezentați de Timotei Cipariu).

### Titu Maiorescu
Titu Maiorescu este cel care împreună cu alți tineri reîntorși de la studii din străinătate (P. P. Carp, Vasile Pogor, Th. Rossetti și Iacob Negruzzi) a înființat în 1864 la Iași Junimea care avea să editeze începând cu 1 martie 1867 Convorbiri literare, binecunoscuta revistă de literatură prin care s-au afirmat marii noștri poeți clasici. Este membru al Societății Academice Române din 20 iulie 1867, mai târziu Academia Română.
Titu Maiorescu scrie un raport către Academia Română (sesiunea generală din 1880) „asupra unui nou proiect de ortografie” având în vedere la momentul respectiv scrierea de tranziție din Principate și trecerea treptată (impusă de altfel de Junimea) la alfabetul latin, optându-se pentru un sistem de scriere fonetică.
Comisia descrisă la paragraful precedent prezintă - printre altele - și această recomandare pentru Academie:
II. Sunete și cerințe ortografice ale limbii române pentru care nu se află litere în alfabetul latin
5. ... [vorbește la început despre formele  și  transformare în litere cu semnul ˇ (păstor, păscut, etc.; inclusiv forme de ě la care s-a renunțat mai târziu: věd (văd), vězěnd (văzând), etc.) cu o excepție la persoana a treia singular a perfectului simplu la conjugarea I unde se va însemna cu â (accent circumflex).] Acolo unde nu se constată proveniența lui  și  înlăutrul limbii române se va însemna cu ă, în afară de i la începutul cuvintelor cu in, care se va însemna cu i. [n.e.> Ca exemple sunt date, printre altele: lăudâ, umblâ, mănă, până, cănd, făntănă, in, indată, inceput, etc. ]
„D-nii, Alecsandri și Quintescu au rămas de părere că să se introducă un semn deosebit pentru î, și anume i cu circumflex”
„Ceea ce a condus pe majoritate a fost pe lângă sfiala de a introduce prea multe semne nouă, mai ales convingerea că î este numai o nuanță de pronunțare a lui , că în unele dialecte române nici nu se aude, și că din manuscriptele vechi (până pe la 1750) se vede o completă amestecare între   și , care (în afară de î începător) se deosebeau numai caligraficește, așa încât  final se însemna mai întotdeauna cu semnul , și  mijlociu mai întotdeauna cu semnul lui .” [n.e.> De aici ideea de mai târziu (1904) de a diferenția î de â.]
„La obiecția că î este o particularitate esențială a pronunțării române se poate răspunde că scrierea nu este chemată să exprime toate nuanțele pronunțării, ci numai sonurile radicale și de valoare flecționară. Și nazalul este o particularitate a limbei franceze, și  în loc de e în Mutter, Vater, etc., este o particularitate a limbei germane; toți le pronunță, dar nimeni nu le scrie.”
(Notă: Cuvântul sînt era grafiat cu semnul . Pentru î din prepoziția în și prefixul în- era utilizată o literă care arăta ca un lambda suprapus pe un I. Vezi în nota de subsol linkul către rugăciunea Tatăl nostru scrisă în alfabetul chirilic românesc de dinainte de simplificarea lui sub forma alfabetului de tranziție.)
(Studiul continuă cu expunerea faptului că Petru Maior considera în Ortographia romana sive latino-valachia că nu există î în vorbirea românească ce îi era contemporană și apoi cu alte reguli propuse).
De aici se vede clar originea ideii lui Sextil Pușcariu de a forma două variante a sunetului î în limba română prin folosirea lui î și a lui â.

### Norma din 1904

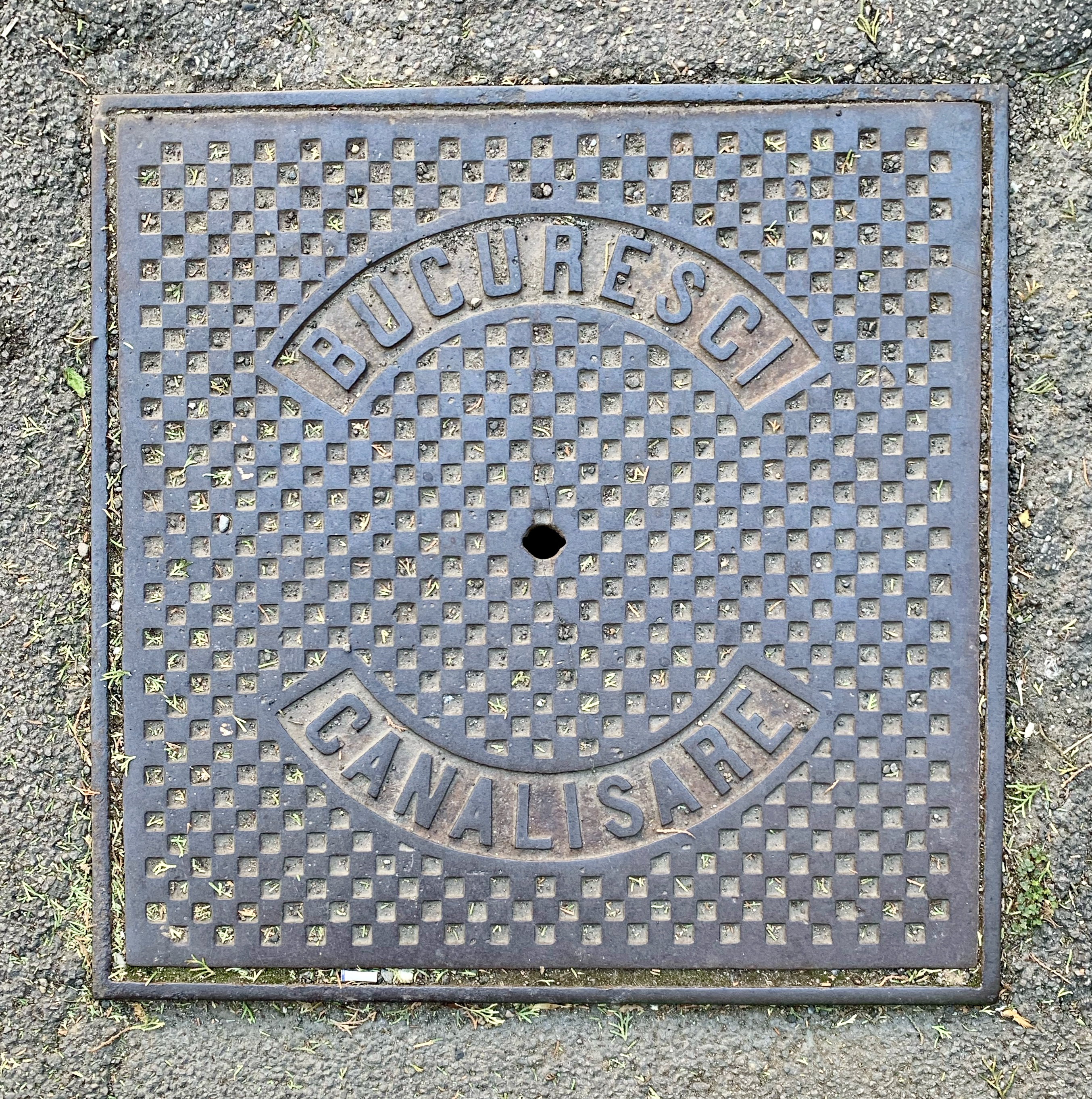
Capacul de gură de canal de dinaintea de 1904 pe un trotuar al Bulevardului Hristo Botev din București, aproape de intersecția cu Strada Radu Calomfirescu, cu vechile reguli de ortografie: „BUCURESCI” și „CANALISARE”. Trebuie menționat faptul că în ciuda ortografiei diferite, oamenii pronunțau respectivele cuvinte la fel cum o facem noi azi

În 1904 Titu Maiorescu scria Academiei Române un „Raport înfățișat Academiei Române în numele secțiunii literare în sesiunea generală de la 1904” referindu-se la revizuirea ortografiei. În preambul se referea la faptul că revizuirea anterioară începuse în 1869, cu 24 de ani în urmă, printr-o comisie formată din domnii Alecsandri, Barițiu, Hașdeu, Quintescu și Maiorescu. Această comisie reușise în 1880 să aducă aprobarea în plen asupra unor reguli întemeiate pe un „etimologism puțin temperat prin concesiuni fonetice, ortografia primită de majoritatea de la 1880 era în esență un fonetism temperat prin «necesități etimologice»”.
Raportul continuă cu constatări despre aplicarea regulilor și aduce în discuție necesitatea ca Academia să își revizuiască modul de scriere. În urma reformării comisiei, de data aceasta formată din Iacob Negruzzi și Ioan Bianu în locul domnilor Alecsandri și Barițiu care decedaseră, se formulează o serie de cereri Academiei printre care, din cauza lipsei unei reguli clare în acest caz și a faptului că fiecare scria cum dorea, și:
„6. Sonul î se scrie cu î, însă acolo unde este imediat precedat de consoanele c sau g se scrie cu â. Motivul acestei din urmă modificări este analogia cu uzul general, introdus la noi ca și la italieni, de a citi literele c și g înainte de i drept ce și ge, iar înainte de a drept k și gh. Astfel dacă am scrie, d. e., gînd, cînd, cîntec, cu î, acest i, cu tot circumflexul deasupra lui, ne-ar sminti obiceiul cetirii acelor consonante înaintea vocalei i, pe când scriind cu â rămânem în conformitate cu deprinderea de mult admisă la c și g.”
În continuare propunerea numărul șase propune o excepție la cuvântul român și derivațiile sale (inclusiv România) să fie scris în acest fel.
Raportul se finalizează prin obligația pe care și-o asumă un comitet format din domnii I. Bianu, Ovid Densusianu și Titu Maiorescu, aleși de secțiunea literară să alcătuiască, în cazul în care punctul numărul șase se aprobă neschimbat de plen, „o broșură cuprinzând aplicări la cât mai multe cazuri înduioase, pentru a pune ortografia adoptată la îndemâna scriitorilor români”.
Plenul Academiei Române, considerând mult prea grea această regulă propusă, a simplificat-o astfel: „sonul î se scrie cu â în corpul cuvintelor (cânt, vând, român, etc.) și cu î la începutul lor (înger, îndoit, însă, etc.)”.
Mostră de ortografie inconsecventă, cu amestec de reguli anterioare reformei din 1904 (de exemplu literele ĭ, ŭ; carĭ valabil până în 1932) și reguli introduse decenii mai târziu, în anii '50:
PROGRAMUL
Partidului social-democrat al muncitorilor
DIN ROMÎNIA
Desvoltarea economico-socială a societăților burghezo-capitaliste moderne are o tendință neapărată și neînlăturată de a concentra, de a monopoliza toate mijloacele de producție în mâinele unei clase, a claseĭ capitaliste.
Prin această concentrare și monopolizare, societatea burghezo-capitalistă desparte pe producătorĭ de mijloacele de producție, desparte pe meseriașĭ de unelte, pe miciĭ agricultorĭ țăranĭ, de pămnît [sic] prefăcîndu-ĭ în proletarĭ ce n’aŭ nicĭ un drept asupra productuluĭ munceĭ lor; iar capitaliștiĭ prin faptul monopolizăreĭ mijloacelor de producere, ajung ei, carĭ nu muncesc, stăpînĭ pe productul muncitorilor.
(După fragmentul în facsimil reprodus în Dicționar enciclopedic român, vol. IV, Q-Z, Academia Republicii Socialiste România, Editura politică, București, 1966, p. 203. PSDMR a fost înființat în 1893)

### 1932
Regulile "Sextil Pușcariu" pentru scrierea literelor „â” și „î”
Literele â și î corespund aceluiași sunet, întrebuințându-se după următoarele reguli:
a) î se scrie întotdeauna la începutul și la sfârșitul nemijlocit al cuvântului: îl, îmbărbătez, împărat, înger, își, îți, amărî, coborî, hotărî, târî, urî...;
b) tot î scriem și în corpul cuvintelor, când, prin compunere, î de la începutul cuvintelor ajunge medial: neîmpăcat, neîndurat, neînsemnat, preaînălțat, preaîntâmpinat.
Vom scrie într-însul, dar dânsul;
c) în toate celelalte cazuri se scrie, în corpul cuvintelor, â: bând, când, făcând, gât, mormânt, râu, român, sfânt, vânt.

### 1953
În urma dezbaterilor Academiei R.P.R. desfășurate în 1953, s-a elaborat o nouă ortografie, aprobată printr-o Hotărâre a Consiliului de Miniștri. Potrivit articolului nr. 3 din Hotărîre [...], „Noile norme ortografice intră în vigoare de la data de 1 aprilie 1954. 
 Pentru învățămîntul de toate categoriile, noile norme ortografice intră în vigoare începînd cu anul școlar 1955-1956, cu excepția învățămîntului superior, pentru care rămîne valabilă data de 1 aprilie 1954.” Ea era de fapt reluarea formulei propuse în perioada interbelică de lingvistul Ion Candrea și istoricul Gheorghe Adamescu, aplicată în Dicționarul enciclopedic ilustrat (Cartea Românească, 1931). Aceste norme au început să fie aplicate din primăvara lui 1954. Una dintre cele mai importante schimbări consta în dispariția literei â din alfabetul limbii române, scriindu-se cu î peste tot, inclusiv (spre deosebire de varianta Candrea) în romîn, Romînia și derivatele lor. Normele au intrat în vigoare de la data de 1 aprilie 1954 (vezi Hotărârea Consiliului de Miniștri al Republicii Populare Romîne la "Discuție").

### 1964
Se revine la â pentru cuvântul român și derivatele lui.

Dicționarul enciclopedic român: primele două volume au pe copertă scris romîn.

Mărcile poștale au din nou inscripționarea POSTA ROMANA sau POȘTA ROMÂNĂ. În 1964 apar volumele 1 și 2 (din patru) ale enciclopediei întitulate Dicționar enciclopedic romîn, sub egida Academiei Republicii Populare Române. Însă în aceste două volume (literele A–C și D–J), romîn și derivatele nu au putut fi modificate. Spre exemplu:
Vol. 1
„Lucrarea nu înlocuiește deci dicționarul limbii romîne și dicționarele de specialitate (Prefață)”
„Dicționarul enciclopedic romîn cuprinde cele mai importante noțiuni de specialitate. (Indicații la început)”
„Covoare romînești (Listă de hărți și planșe, la început)”
„Aaron, Petru Pavel, episcop al bisericii romîne unite din Transilvania. (p. 1)”
Vol. 2
„Ghiață, Dumitru, (n. 1888) pictor romîn, artist al poporului din R.P.R. (p. 550)”
„Justinian Marina, patriarh al Bisericii ortodoxe romîne. (p. 937)”
De asemenea: Decorații ale Republicii Populare Romîne, Frescă romînească, Grafică romînească.

### 1993:âșiî,sunt
În 1993 Academia Română a decis printr-un vot revenirea la grafia cu litera â  în loc de î în anumite poziții ale cuvintelor și la scrierea formelor sunt, suntem, sunteți în loc de sînt, sîntem, sînteți. La vot au participat toți membrii Academiei, indiferent de specialitate. La momentul respectiv Academia avea doi membri lingviști: Ion Coteanu, care s-a abținut, și Emanuel Vasiliu, care a votat împotrivă.

#### Critici aduse literei „â”
Ideea de a utiliza o singură literă pentru sunetul /ɨ/ a apărut cu mult înainte de 1953. Necesitatea de a reduce deosebirile dintre ortografie și pronunție a fost susținută încă din 1880 de Titu Maiorescu, care scria: „Nu poate exista o gramatică a scrierii în contra gramaticei vorbirii.”
În 1904, Sextil Pușcariu scria în Convorbiri literare (nr. 11, articolul Ortografia revizuită a Academiei Române): „Țelul ortografiei noastre e a avea pentru fiecare sunet simplu al graiului nostru un singur semn grafic și fiecărei litere scrise să-i corespundă în grai un singur sunet.”
În 1908, Titu Maiorescu insista în prefața la „Despre scrierea limbei române” în privința necesității „de a scrie sonul î pretutindeni cu î”.
August Scriban scria în 1912 (în „Ortografia românească”) că este „inadmisibilă existența literelor î și â pentru un singur sunet”.
În anii 1925, 1926 și 1927 a avut loc o serie de congrese ale filologilor români, în urma cărora, în 1927, Al. Procopovici publică „Ortografia românească”. Prima cerință din această lucrare era „renunțarea la folosirea lui â și î și generalizarea folosirii lui î”.
În 1932, Ovid Densusianu cerea în articolul „Noua ortografie” publicat în „Grai și suflet” (vol. V, nr. 2) „să se renunțe la orice concesiune pentru â [...] Nu cîștigăm nimic cu [această] literă.”
La 31 mai 1929, filozoful Constantin Rădulescu-Motru afirma la ședința Academiei: „Pronunțarea sunetului î e singură [...]; a-l scrie cînd î, cînd â e deci inutil.”
În „Gramatica limbii române” (1937), Iorgu Iordan afirma: "Distincția dintre î și â ar trebui să dispară, fiindcă nu se întemeiază pe fapte de limbă.” Și filologul August Scriban (în „Dicționarul limbii românești”, publicat la Iași în 1939) susținea că „litera î e totuna cu â și încurcă învățarea limbii române. Principiul științific e un sunet, o literă”. În același an, în revista „Tempo” , Alexandru Graur promova aceeași idee: „De ce să avem două semne pentru un singur sunet? Nu e nevoie...”

#### Argumente în favoarea literei „â”
Alex Ștefănescu: ”Scriind cu â din a facem un serviciu propagandistic limbii române. Îi evidențiem latinitatea, într-un mod simplu și direct, inteligibil imediat de către milioane de oameni din alte țări. Orice inscripție în limba română − de pe un pachet de țigări, de pe frontispiciul unei ambasade − aduce aminte, prin intermediul cuvintelor scrise cu â din a, că suntem latini, și nu slavi (așa cum cred mulți). Ca să nu mai vorbesc de ziare și reviste, chiar și de cele abandonate în tren. Ca să nu mai vorbesc de cărți.
Scriu cu â din a și din alt motiv: pentru că vreau să contest în felul acesta, în fiecare zi, o normă ortografică instituită abuziv în timpul stalinismului. Instituită nu din rațiuni lingvistice, ci din rațiuni politice. Prin renunțarea la â din a se extrăgea, cu penseta, nervul latin al limbii române.
În sfârșit, scriu cu â din a pentru că așa scriau, înainte de instaurarea comunismului, aproape toți clasicii noștri, de la care am învățat limba română. Am îndrăgit încă din adolescență nu numai textele lor, ci și imaginea textelor lor. Dacă Eminescu scria „Veronică dragă, îți sărut mâinile”, cum să scriu eu „mîinile”?”

#### Critici aduse trecerii la „â”
Împotriva deciziei din 1993 a Academiei Române de trecere în majoritatea cazurilor la scrierea cu î din a, recte â, și-au exprimat poziția numeroși lingviști. Astfel, Dumitru Irimia scrie în „Gramatica limbii române”, (Editura Polirom, Iași, 1997) următoarele: „Schimbarea normei ortografice prin Hotărîrea Academiei Române din 17.II.1993 a fost impusă cu mijloace intrînd în contradicție cu principii fundamentale ale desfășurării vieții științifice. Modificările impuse (î din â) nu au întemeiere științifică.” Poziții similare au luat savanți ca Eugen Coșeriu, Alf Lombard, Mioara Avram și George Pruteanu.
S-a revenit la ortografierea tradițională/interbelică a sunetului â/î, în urma inițiativei președintelui în epocă al Academiei Române Mihai Drăgănescu, căruia i s-au alăturat Nicolae Georgescu, Cristian Mihail, Pârvu Boerescu, Liviu Onu, Fănuș Băileșteanu  și Sorin Paliga, prin cca 20[câte?] articole în revista Academica și cotidianul România Liberă, în care se arată că ortografia este o convenție a utilizatorilor ei, în cadrul căreia nu poate, deci, să existe nimic neștiințific, spre exemplu, în îmbinarea tradițională a elementelor de fonetism cu cele de etimologism specific limbii române. S-a avut în vedere și disidența academicianului Al. Rosetti la poziția oficială/politică (științifică?) în chestiunea ortografiei limbii române, înainte de anul 1989. Se mai arată că - în textele vechi (precum în Psaltirea Scheiană, Psalmul 18, scris în jurul anului 1550 și descoperit în sec. XIX la Voroneț) – s-a scris în alfabet chirilic (impropriu limbii române), cu semne adaptate pentru î și â, ultimul distinct față de ă, ceea ce apare în cuvintele în și pământul. În plus, rezultă faptul de a se fi scris în limba română cu alfabet latin înaintea celui chirilic, în texte dispărute.

### 2005:niciun, forme noi etc.
În octombrie 2005, Academia Română impune să se scrie într-un singur cuvânt niciunul, niciuna, niciun, nicio, după modelul vreunul etc. Excepție se face atunci când nici are valoare de adverb sau conjuncție (v. mai jos).
Tot atunci se mai schimbă următoarele:
- Despărțirea la capăt de rând se poate face fie pe bază de pronunțare (ex: i-ne-gal, de-zo-biș-nu-it, a-nor-ga-nic), fie pe baza structurii cuvintelor, ținând seamă de elementele constitutive, în special prefixe (ex: in-e-gal, dez-o-biș-nu-it, an-or-ga-nic);
- Adaptări: bodyguard/ bodigard, cocktail/ cocteil;
- Forme noi de plural: anacoluturi, algoritmuri, aragaze, jobene, pandișpane;
- Forme verbale noi: (eu) continui;
- Adverbul odată se va scrie legat: Odată ce am stabilit aceste reguli, le vom respecta;
- Sunt corecte ambele forme: anteturi/antete, căpșune/căpșuni, cireșe/cireși, ferăstrău/fierăstrău, ligheane/lighene, tumoare/tumoră;

#### „Niciunul”
Ediția a doua a Dicționarului ortografic, ortoepic și morfologic al limbii române precizează următoarele despre scrierea legată a cuvântului niciunul și a derivatelor sale:
Se revine astfel la scrierea într-un cuvânt a tuturor formelor pronumelui niciunul și ale adjectivului pronominal corespunzător niciun (niciuna, nici o etc.) — la fel ca a lui vreunul, vreun —, prin aplicarea consecventă a principiului conform căruia compusele trebuie distinse și grafic de îmbinările libere asemănătoare: nici un adverb + articol (Nu e nici un om prost, nici un incult), adverb + numeral (Mă confundați, eu nu am nici un frate, nici mai mulți), *nici unul adverb + pronume nehotărât (Nu-mi place nici unul, nici celălalt).

## Ortografia actuală în Republica Moldova
Academia de Științe a Moldovei a recunoscut atât hotărârea Academiei Române din 1993, cât și reforma ortografică din 2005. Aceste schimbări însă nu fuseseră implementate de Ministerul Educației al Republicii Moldova, programul educational continuând utilizarea ortografiei vechi ("î" și "sînt"), inclusiv în manualele școlare, ghidurile metodice, materialele didactice etc. În data de 17 octombrie 2016, ministrul educației, dna Corina Fusu, semnează ordinul nr 872 cu privire la aplicarea normelor ortografiei române. Ordinul a intrat în vigoare din momentul semnării. Efectiv, data de 17 octombrie 2016 este ziua când ortografia limbii române în Republica Moldova oficial în instituțiile subordonate ministerului educației se aliniază normelor ortografice utilizate în România (încă din 1993) - după aproximativ 23 de ani. Totodată, acest ordin nu are caracter normativ pentru alte instituții. Toate organele naționale și cele de stat precum Parlament, Guvern, ș.a., folosesc ortografia veche, iar Legea nr. 3462 din 31.08.1989 „cu privirea la revenirea limbii moldovenești la grafia latină” nu a fost modificată respectiv pentru a acomoda prevederilor Hotărîrii Adunării Generale a Academiei Române din 17 februarie 1993. Astfel, toate legile, hotărîrile, alte acte normative emise de Parlament, Guvern, Curta Constituțională (și alte organe) publicate în Monitorul Oficial al Republicii Moldova folosesc regulile vechi, cel puțin conform situației la 4 august 2017 „cuvîntul” Arhivat în 14 august 2017, la Wayback Machine., iar modificări în acest sens nu se planifică.